# Третьяков, Сергей Михайлович (дипломат)
Серге́й Миха́йлович Третьяко́в (22 ноября 1950 — 7 апреля 2019) — российский дипломат. Чрезвычайный и полномочный посол (1993).

## Биография
Окончил Московский государственный институт международных отношений (МГИМО) МИД СССР (1973) и Дипломатическую академию МИД СССР (1990).
С 6 апреля 1993 по 6 июня 1997 года — чрезвычайный и полномочный посол Российской Федерации в Исламской Республике Иран.
В 1999—2011 годах — заместитель директора Первого департамента стран СНГ МИД России и по совместительству ПолномочныЙ представителЬ России при Генеральном секретаре Совета коллективной безопасности государств-участников Договора о коллективной безопасности.

## Награды и почётные звания
- Орден Дружбы народов (1985)
- Благодарность президента Российской Федерации (2002, 2011)
- Почётный работник Министерства иностранных дел Российской Федерации (2004)

## Семья
Женат, имеет двух сыновей.

## Дипломатический ранг
- Чрезвычайный и полномочный посол (1 октября 1993)[3].